# Largo Winch II: Conspiración en Birmania
Largo Winch II: Conspiración en Birmania (en inglés Largo Winch II: The Burma Conspiracy) es una película francesa de acción y aventuras, dirigida por Jérôme Salle. Es la secuela de Largo Winch del año 2008. 

## Sinopsis
Convertido en jefe de una importante empresa después de la muerte de su padre adoptivo, Largo Winch (Tomer Sisley), decide, para sorpresa de todo el mundo, venderla y usar los beneficios para crear una ambiciosa fundación humanitaria. Pero ese mismo día, él se verá acusado (por un misterioso testigo) de crímenes contra la humanidad. Para demostrar su inocencia, Largo tendrá que volver sobre los pasos de su vida pasada, en el corazón de la selva birmana.

## Elenco
- Tomer Sisley como Largo Winch.
- Sharon Stone como Diane Francken.

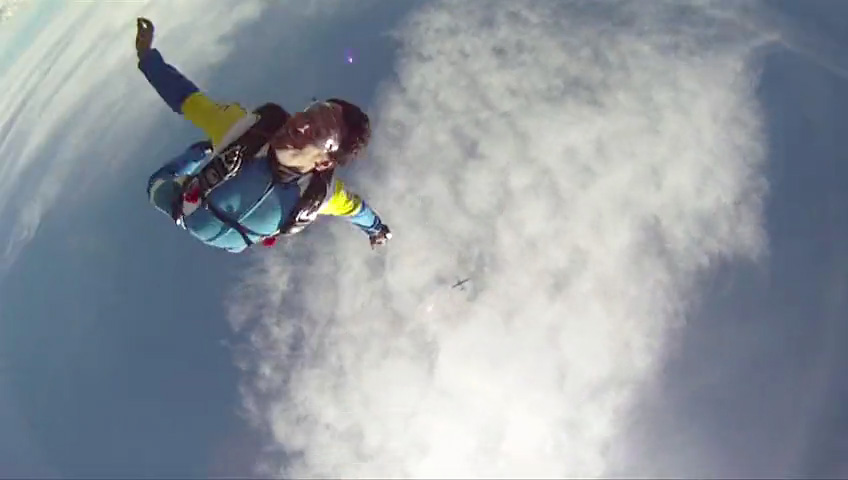
El actor Tomer Sisley, haciendo una escena de caída libre.

- Ulrich Tukur como Dwight Cochrane.
- Napakpapha Nakprasitte como Malunaï.
- Olivier Barthélémy como Simon Ovronnaz.
- Laurent Terzieff como Alexandre Jung.
- Nicolas Vaude como Gauthier.
- Clemens Schick como Dragan Lazarevic.
- Nirut Sirijhanya como Général Kyaw Min.
- Dmitry Nazarov como Virgil Nazatchov.
- François Montagut como Clive Hanson.
- Anatole Taubman como Baumont.
- Praptpapol Suwanbang como Kadjang.
- Weronika Rosati como Anna.
- Carlo Brandt como Freddy Kaplan.
- Elizabeth Bennett como Pennywinckle.
- Leonardo Gillosi como Noom.
- John Arnold como homas Jung.
- Wolfgang Pissors como Attinger.
- Olivia Jackson como Chloé.
- Sonia Couling como Wang.
- Sahajak Boonthanakit como Dan Khongpipat.
- Philippe Van Kessel como Vladimir Podolsky.
- Teerawat Mulvilai como Som Sak.
- Vithaya Pansringarm como Colonel Komsan.
- Saicheer Wongwirot como Ko Sin.
- Charlie Dupont como Podolsky's assistant.